# Dmitri de Pereslavl
Dmitri de Pereslavl o Dmitri Aleksándrovich (ca. 1250-1294) fue Gran duque de Vladímir-Súzdal desde 1276 hasta 1281 y de 1283 a 1293. Príncipe de Nóvgorod en varios periodos (1259-1264, 1272-1273, 1276-1281, 1283-1292), y príncipe de Pereslavl desde 1263 a 1294.
Dmitri era el segundo hijo de Alejandro Nevski. Al morir joven su hermano mayor Vasili, Dmitri se convirtió en heredero. Ya en 1259 su padre le dejó a cargo de Nóvgorod. A raíz de la muerte de Alejandro en 1264, los novgorodenses, sin embargo, lo expulsaron a su nativa Pereslavl-Zaleski, usando como pretexto su juventud.
Cuatro años después, cuando Dmitri cumplió 18 años, fue recibido de nuevo en Nóvgorod y -juntamente con su futuro yerno Daumantas de Pskov condujo una milicia contra la Hermandad Livona de la Espada en la batalla de Rakvere durante la siguiente década, luchó por el control de Nóvgorod con sus tíos, Yaroslav de Tver y Vasili de Kostromá. En 1276, cuando sus rivales murieron, ascendió a los tronos de Vladímir y Nóvgorod. Dos años más tarde, erigió una gran fortaleza en Koporie, desde donde pretendía gobernar. Sin embargo, los novgorodenses, irritados por esta independencia, se rebelaron y forzaron a Dmitri a dejar tanto Koporie como Nóvgorod.
Mientras Dmitri estaba ocupado en pacificar Nóvgorod, Andréi de Gorodéts acordó el apoyo del kan de la Horda de Oro para reemplazar a Dmitri como gran duque. En 1281, Andréi volvió a Rusia, uniendo sus fuerzas con las de los príncipes de Rostov y Yaroslavl y, tras devastar las tierras de Dmitri, capturó la capital, Pereslavl. Dmitri huyó a Koporie, pero al no encontrar apoyos entre los novgorodenses, tuvo que retirarse más al norte, probablemente a Escandinavia.
Dos años después Dmitri volvió a Rusia, hallando sus tierras saqueadas por los mongoles y a su hermano Andréi en el trono. Se dirigió al mar Negro y se encontró con Nogai Kan, que era el mayor enemigo del kan Telebuga de la Horda de Oro. Con el objetivo de aumentar su autoridad en Rusia, Nogai aceptó la petición de Dmitri para su lucha por el trono gran ducal. Al saber de este acuerdo, Andréi renunció a sus demandas sobre Vladímir y Nóvgorod, volviendo a Gorodéts.
En 1285 Andréi volvió a introducir a las hordas mongolas en Rusia, pero esta vez fueron repelidos por Dmitri y sus aliados. Finalmente, en 1293 Andréi consiguió unir a los príncipes rusos contra Dmitri. Contrario a la renovación de las hostilidades, Dmitri tomó los hábitos de monje. Murió al año siguiente. Fue enterrado en la Catedral del Salvador de Pereslavl.